# Леки крайцери тип „Дидо“
„Дидо“ (на английски: Dido, – Дидона) са тип британски леки крайцери на Британския Кралски флот, от времето на Втората световна война. Всичко от проекта са построени 11 единици: „Дидо“ (на английски: HMS Dido (37)), „Бонавенчър“ (на английски: HMS Bonaventure (31)), „Наяд“ (на английски: HMS Naiad (93)), „Феб“ (на английски: HMS Phoebe (43)), „Евриал“ (на английски: HMS Euryalus (42)), „Сириус“ (на английски: HMS Sirius (C82)), „Хермион“ (на английски: HMS Hermione (74)), „Клеопатра“ (на английски: HMS Cleopatra (33)), „Аргонаут“ (на английски: HMS Argonaut (C61)), „Харибда“ (на английски: HMS Charybdis (88)), „Сцила“ (на английски: HMS Scylla (98))
Предназначени са за ескадрена служба и са развитие на крайцерите от типа „Аретуза“. Първите крайцери на британския флот, получили универсална артилерия като главен калибър. Управление на зенитния огън с помощта на ПУАЗО със силова жиростабилизация и радарно насочване по далечина, височина и азимут.

## История на създаването
Корабите от типа „Дидо“ са предназначени за ескадрена служба със задачата да поддържат и противодействат на разрушителите и в качеството на крайцери за ПВО. Проектът е базиран на основата на по-ранните крайцери от типа „Аретуза“ с нов състав на въоръжението от десет 133-мм оръдия в пет универсални установки (3 на носа и 2 на кърмата), унифицирани със стоящите на линкорите от типа „Кинг Джордж V“, и два четирицевни „пом-пома“. Тъй като новите крайцери не са предназначени за самостоятелни действия по транспортните комуникации, се отказват от бордовия хидросамолет. Крайцерът трябва да стане достатъчно евтин, за да бъде построен в голяма серия, но и достатъчно голям, за да действа заедно с по-тежките кораби в сложни условия на морето, да бъде доста бързоходен и маневрен за съвместни действия с разрушителите, да обладава нисък силует, да има защита и устойчивост срещу бойни повреди от огъня на разрушителите.

## Конструкция
На крайцери „линкорните“ куполни установки Mk.I за 133 mm оръдия са заменени с установки Mk.II (без подкуполните междинни отделения), което позволява да се увеличи боезапасът. Оръдието осигурява на 36,3-кг снаряд далечина на стрелбата до 22 000 м и досегаемост по височина до 14 900 м. Всички крайцери при влизането си в строй имат РЛС типове 279 или 281, 284.
Първата кула, на първите три крайцера от типа, е склонна към заклинване (отбелязани са тринадесет инцидента в течение на периода 1940 – 1941 г.). Този проблем е основно като следствие от лекотата на конструкцията, която се деформира при щормово време или по време на скоростни завои. Това е променено чрез укрепване на носовия край и усилване на частите на погона, необходими за работата на установката. На по-късните кораби тези модификации са проведени в процеса на тяхното строителства и те нямат подобни проблеми. Също е зафиксирано, че след зимата на 1941 г. на ранните кораби този проблем изчезва. Въпреки това през 1950 г. на HMS Euryalus носовата кула задълго излиза от строй, заради проблем с направляващите ролки на кулата.

### Енергетична установка
Главната енергетична установка се състои от четири турбозъбчати агрегата „Парсънс“ и четири триколекторни парни котела Адмиралтейски тип. Всички котли имат паропрегреватели, подгряване на горивото и въздуха. Схемата е ешелонна; котлите са разположени по два в две котелни отделения, в носовото котелно отделение котлите са разположени побордно, в кърмовото – тандемно, ТЗА се намират в две машинни отделения. Работното налягане на парата в котлите е 27,58 кг/см² (27,22 атм.), температурата ѝ е 343°С. Всеки агрегат има мощност от 15 500 к.с., което трябва да осигурява скорост на хода (при пълно натоварване) от 30,5 възела, максималната скорост, при стандартна водоизместимост, трябва да съставлява 32,25 възела. Далечината на хода съставлява 1500 морски мили на ход 30 възела, 2440 морски мили на ход 25 възела, 3480 морски мили на ход 20 възела и 4400 мили на ход дванадесет възела.

#### Електрозахранване
Напрежението на мрежата е 220 В. Електричеството се произвежда от четири турбогенератора с мощност по 300 кВт.

## История на службата
| Име          | Корабостроител | дата на залагане | дата на спуск на вода | дата на влизане в строй | край на службата                                                      | Забележи |
| ------------ | -------------- | ---------------- | --------------------- | ----------------------- | --------------------------------------------------------------------- | -------- |
| „Дидо“       |                | 26 октомври 1937 | 18 юли 1939           | 30 септември 1940       | предаден за скрап през 1957 г.                                        |          |
| „Бонавенчър“ |                | 30 август 1937   | 19 април 1939         | 24 май 1940             | торпилиран от италианската подводница (ПЛ) „Амбра“ на 31 март 1941 г. |          |
| „Наяд“       |                | 26 август 1937   | 3 февруари 1939       | 24 юли 1940             | торпилиран от немската ПЛ U-565 на 11 март 1942 г.                    |          |
| „Феб“        |                | 2 септември 1937 | 25 март 1939          | 27 септември 1940       | предаден за скрап през 1956 г.                                        |          |
| „Евриал“     |                | 21 октомври 1937 | 6 юни 1939            | 30 юни 1940             | предаден за скрап през 1959 г.                                        |          |
| „Сириус“     |                | 6 април 1938     | 18 септември 1940     | 6 май 1942              | предаден за скрап през 1956 г.                                        |          |
| „Хермион“    |                | 6 октомври 1937  | 18 май 1939           | 25 март 1941            | торпилиран от немската ПЛ U-205 на 16 юни 1942 г.                     |          |
| „Клеопатра“  |                | 5 януари 1939    | 27 март 1940          | 5 декември 1941         | предаден за скрап през 1958 г.                                        |          |
| „Аргонаут“   |                | 21 ноември 1939  | 6 септември 1941      | 8 август 1942           | предаден за скрап през 1955 г.                                        |          |
| „Харибда“    |                | 9 ноември 1938   | 17 септември 1940     | 3 декември 1941         | потъва в сражението при Септ Ил на 23 октомври 1943 г.                |          |
| „Сцила“      |                | 18 август 1938   | 24 юли 1940           | 12 юни 1942             | предаден за скрап през 1950 г.                                        |          |

## Оценка на проекта
Проектът се оказва удачен и по програмите за 1936, 1937 и 1938 година са заложени 10 кораба. Още шест (от тях пет – по променен проект) са заложени по „Извънредната“ военна програма.

## Коментари
1. ↑  Всички данни се привеждат към 1939 г.
2. ↑  Корабите от тази серия носят имената на герои от древногръцката митология и история.